# Kulakivți, Zalișciîkî
Kulakivți (în ucraineană Кулаківці) este o comună în raionul Zalișciîkî, regiunea Ternopil, Ucraina, formată numai din satul de reședință.

## Demografie
Componența lingvistică a comunei Kulakivți
     Ucraineană (100%)
Conform recensământului din 2001, toată populația comunei Kulakivți era vorbitoare de ucraineană (100%).